# Charles Mix megye
Charles Mix megye az Amerikai Egyesült Államokban, azon belül Dél-Dakota államban található. Megyeszékhelye Lake Andes, legnagyobb városa Wagner. Lakosainak száma 9373 fő (2020. április 1.). Charles Mix megye Brule, Aurora, Douglas, Hutchinson, Bon Homme, Knox, Boyd, Gregory és Lyman megyékkel határos.

## Népesség
A megye népességének változása:
| Lakosok száma | 9147 | 9197 | 9215 | 9241 | 9383 | 9373 |
|               | 2010 | 2011 | 2012 | 2013 | 2015 | 2020 |